# 五剣山 (徳島県)
五剣山（ごけんざん）は、徳島県海部郡美波町と牟岐町との境にある山である。標高638.2m。

## 概要
日和佐川上流と牟岐川の支流・橘川に挟まれ、美波町と牟岐町の境界をなす山稜上にある山。胴切山の東方約3kmの地点に当たる。山頂が5つの峰に分かれていることから、名付けられた。山頂には砂岩が露出した、断崖がある。